# 小澤彩佳
小澤 彩佳（おざわ あやか、1995年4月24日 - ）は、日本の女子バスケットボール選手である。ポジションはシューティングガード。

## 来歴
北海道出身。
帯広南商業高校から北翔大に進みインカレを経験。
卒業後は当時地域リーグ所属だったプレステージ・インターナショナル アランマーレに加入。2021年よりWリーグ参入。
2023年退団。